# Nadziarno
Nadziarno – część kruszywa po analizie sitowej (przesiewaniu) pozostająca na największym z sit, czyli część kruszywa o wielkości ziarn większej niż badana frakcja lub grupy frakcji.
Nadziarno występuje w produkcie górnym.
Dodatkowe możliwe przyczyny występowania nadziarna:
1. zbyt duża warstwa materiału na sicie uniemożliwia przedostanie się ziarn przez otwór sita;
2. zbyt duże nachylenie sita powoduje, że materiał zbyt szybko przemieszcza się po sicie i nie trafia do otworu;
3. materiał wilgotny - ziarna drobne zlepiają się z grubymi;
4. niedokładność procesu (koagulacja, oddziaływania elektrostatyczne cząstek materiału, niedokładne wymiary oczek itp.)[3];
5. zbyt krótki czas przesiewania[3].